# Олигопсония
Олигопсо́ния (от др.-греч. ὀλίγος «малочисленный» + ὀψώνιον «закупка продовольствия») в экономике — ситуация на рынке с ограниченным числом потребителей при многих продавцах (производителях).
На таком рынке продавцы очень чувствительны к политике ценообразования и маркетинговым стратегиям друг друга. Типичным примером олигопсонии является, например, рынок авиадеталей, где потребителями являются весьма немногочисленные авиастроительные компании.
В режиме олигопсонии работает практически весь военно-промышленный комплекс, продукция которого закупается очень ограниченным кругом государственных силовых ведомств или правительствами других стран.
Одним из примеров олигопсонии в сельском хозяйстве является рынок какао, на котором три фирмы (Cargill, Archer Daniels Midland и Barry Callebaut) закупают подавляющее большинство производимых какао-бобов, в основном у мелких фермеров в странах третьего мира.